# Sakesar
Sakesar, Sakeswar o Sukesar és una muntanya al Panjab (Pakistan), entre el districte de Chakwal a l'est i el districte de Mianwali a l'oest, a uns 40 km a l'est de Mianwali. És la muntanya més alta de la Salt Range. Al cim hi havia un sanatori i l'altura era de 1.553 metres. No va poder prosperar com a estació de muntanya per manca d'aigua però n'hi ha de molt bona a la proximitat.